# Cyklaminsyra

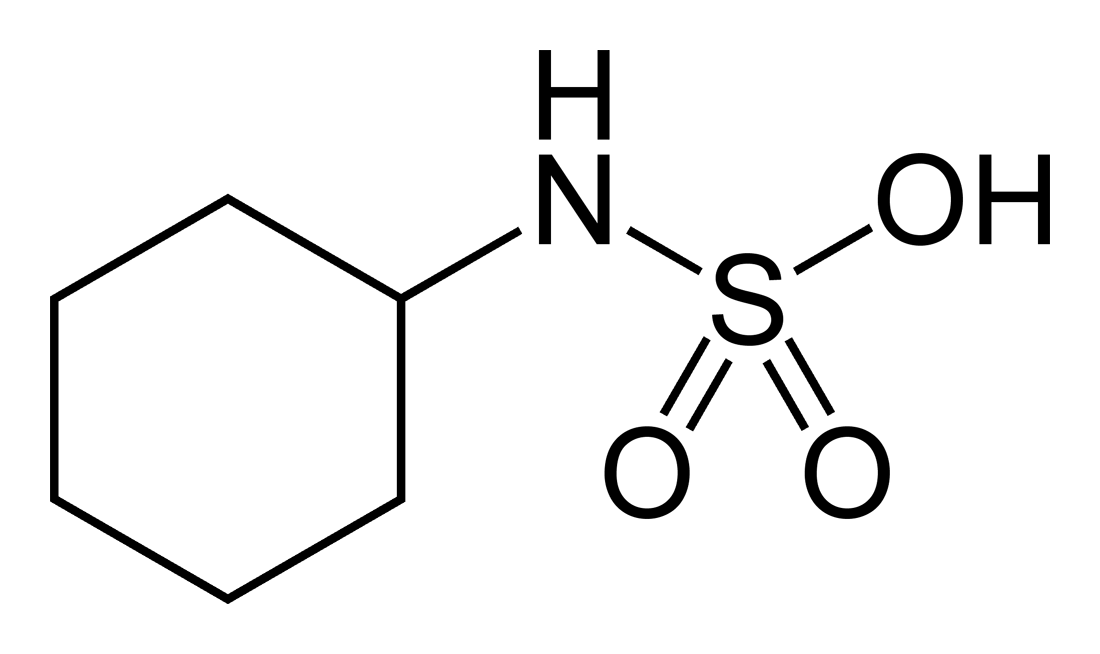
Molekylstruktur

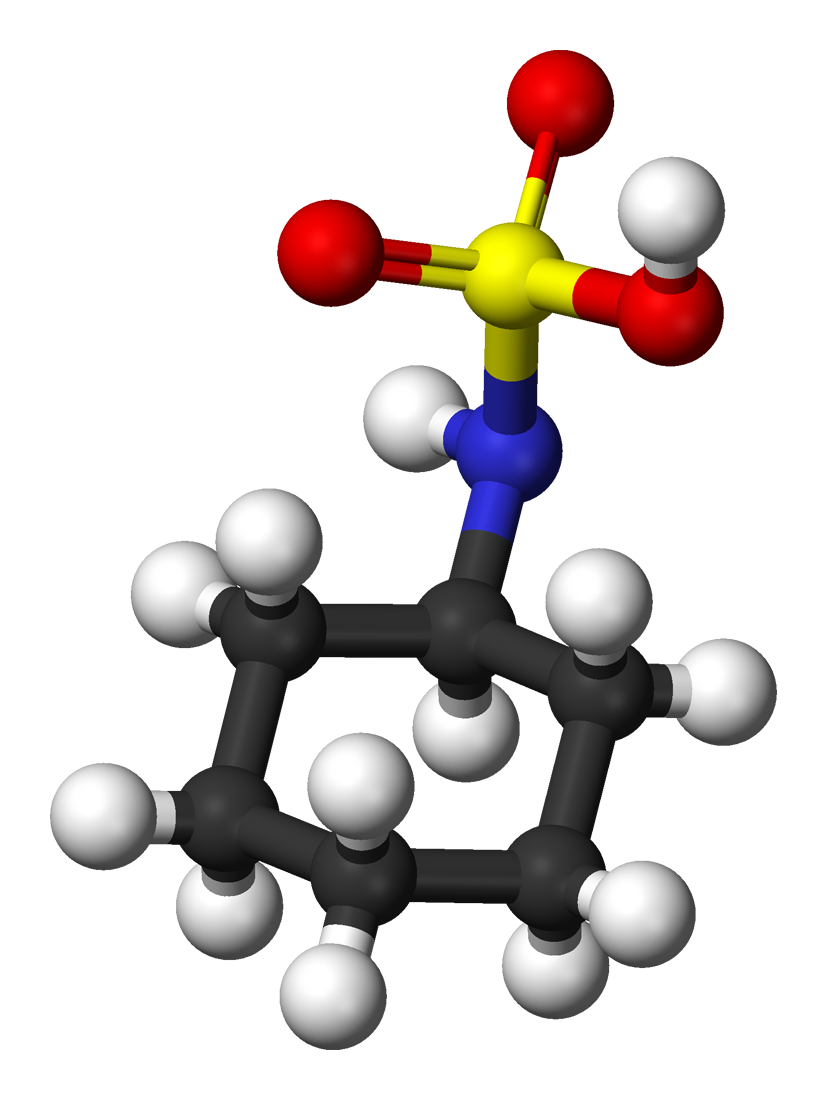
Kulmodell

Cyklaminsyra och dess salter cyklamat är godkända som sötningsmedel för livsmedel - E 952, för att tidigare endast ha varit tillåtet i s.k. bordsötningsmedel, alltså sötningsmedel för användning i det egna hushållet. Cyklaminsyra upptäckes av en slump 1937 vid utvecklandet av febernedsättande medel vid Illinois' universitet. Syran är ca 35-50 gånger sötare än sackaros. Dess användning är mycket omdiskuterad och den är förbjuden som livsmedeltillsats i USA efter att den visats vara cancerframkallande i en studie på råttor utförd 1969.